# Bedre
Bedre war ein persisches Gewichtsmaß.
- 1 Bedre = 10.000 Dirhems (1 D. = 3,2 Gramm) = 32.000 Gramm = 32 Kilogramm